# Arystofanes
Arystofanes z Aten (gr. Ἀριστοφάνης, Aristophanes) (ok. 446–385 p.n.e.) – grecki komediopisarz, jeden z twórców komedii staroattyckiej, syn średnio zamożnego chłopa o imieniu Filippos. Jego działalność przypadła na schyłkowy okres demokracji ateńskiej, gdy następowały zmiany w życiu politycznym, społecznym i kulturalnym, a także w sposobie myślenia i metodach kształcenia młodzieży (zob. Sokrates). Zapewne nie do końca porzucił wieś i choć nie mieszkał w Atenach, to bywał w nich często. Nie piastował w mieście urzędów i patrzył na demokrację ateńską z boku, zachowując większy obiektywizm.
Arystofanes jest najlepiej rozpoznanym i najszerzej opisanym spośród autorów komedii staroattyckiej. Jego poprzednikami byli Kratinos i Eupolis. Pierwsze swoje komedie wystawiał pod nazwiskami aktorów, ponieważ sam był zbyt młody, aby zgłaszać utwory na zawody teatralne. Ostatnie dwie komedie, tj. Sejm kobiet i Plutosa czasami zalicza się do komedii średniej, która ewoluowała przez IV w. p.n.e.

## Arystofanes a Kratinos i Eupolis
W przeciwieństwie do utworów Arystofanesa dzieła Kratinosa i Eupolisa przetrwały do naszych czasów tylko we fragmentach.
Kratinos wystawiał komedie od 453 do 423 r. p.n.e. Stworzył ich około 30, z których najbardziej znana jest Butelka (Pytíne). Komedia ta stanowiła reakcję na krytykę Arystofanesa, który w Rycerzach zarzucił Kratinosowi pijaństwo i zanik talentu. Butelka odniosła ogromny sukces w agonie komicznym, pokonując pierwszą wersję Chmur Arystofanesa.
Eupolis wystawił około 17 sztuk między 429 a 410 r. p.n.e. Był rówieśnikiem Arystofanesa i swoją karierę rozpoczynał w tym samym czasie, co on. Był utalentowanym poetą, który zmarł młodo. Rywalizację obu poetów przerwała tragiczna śmierć Eupolisa w katastrofie okrętu podczas wojny ze Spartą. Początkowo miał współpracować z Arystofanesem, lecz poeci się pokłócili i następnie oskarżali się o wzajemne kradzieże pomysłów. Od Kratinosa i Arystofanesa różniło go to, że stronił od parodii zarówno mitologicznej, jak i literackiej, choć zarazem cechowała go bogata wyobraźnia twórcza, pomysłowość, elegancja oraz ostrość satyry politycznej i personalnej.
Karierę artystyczną Arystofanes rozpoczął niezachowanymi Biesiadnikami, którzy zostali wystawieni w 427 r. p.n.e. w reżyserii Kallistratosa lub Filonidesa. Tytuł pochodził od chóru, który składał się z czcicieli Heraklesa zgromadzonych na uczcie w dzień jego święta. Jednym z członków chóru był starzec, który prowadził dyskusje ze swoim rozpustnym synem. Skąpe fragmenty komedii nie pozwalają na ustalenie, jaka była jej fabuła i problematyka. Można sądzić, że zarysowywał się konflikt między przywiązaniem do tradycyjnych wartości i wykształcenia a nowoczesnymi sztuczkami retorycznymi.
Pierwsze zwycięstwo w konkursie zapewnili Arystofanesowi dopiero Babilończycy w 426 r. p.n.e.

## Cechy dystynktywne utworów Arystofanesa
Twórczość Arystofanesa miała ostre akcenty społeczne i polityczne. Zasadnicza problematyka jego komedii dotyczyła starań o ustanowienie pokoju. W utworach przedstawił bogaty obraz życia Aten przełomu V i IV w. p.n.e. Był zagorzałym przeciwnikiem bogaczy i obrońcą interesów średnich warstw społecznych oraz chłopów. Wyrażał poglądy wieśniaków attyckich. Poza zagadnieniami politycznymi i społecznymi poruszał tematy literackie, poddając krytyce zwłaszcza twórczość Eurypidesa.
Komedie Arystofanesa zachowały się dzięki szkole, w której traktowano je jako lektury obowiązkowe. Ze względu na czystość dialektu attyckiego stały się wzorem. Postacie w jego utworach używają dialektu attyckiego, ale poza nim można w nich znaleźć inne dialekty, np. dialekt megarejski w Acharnejczykach. Twórczość Arystofanesa w dużej mierze opiera się na komicznych przekształceniach językowych i cechuje ją niebywała pomysłowość w tworzeniu neologizmów. To, co również typowe dla tej twórczości, to bogactwo odniesień do życia płciowego człowieka. Arystofanes chętnie posługiwał się kolokwializmami określającymi narządy płciowe, jak również wypełniał utwory żartami skatologicznymi.
Ze względu na liczne operacje na słowie komedie Arystofanesa można postrzegać jako przykłady „pirotechniki werbalnej”. Ateńczycy V w. p.n.e. byli zafascynowani językiem oraz władzą, jaką on daje, więc zdolności oratorskie były wysoko cenione. Prowadziło to do rozwoju retoryki i dialektyki, a także stawiało duże wymogi autorom dramatycznym.
Elementami składowymi utworów Arystofanesa są elementy parodystyczne, lecz zarazem w tym wypadku parodii nie można traktować jako dominanty kompozycyjnej. Komedie, które wykazują najwyższy stopień nasycenia parodią, to Acharnejczycy, Thesmoforie i Żaby, tj. utwory, dla których głównym punktem odniesienia są tragedie Eurypidesa. Podstawowym pojęciem wprowadzanym w opisach dzieł Arystofanesa jest paratragedia, czyli parodia tragedii. Konwencje atakowane i parodiowane przez poetę są zarówno konwencjami tragicznymi, jak i komicznymi.
Komedie Arystofanesa są typowym przykładem operowania chwytami metateatralnymi. Dialog dramatyczny jest tu dialogiem teatralnym, zawsze zakłada się jego istnienie w przestrzeni teatralnej. Arystofanes wprowadza wypowiedzi oraz sytuacje, które odsyłają do samego tworzywa dramatyczno-teatralnego. Postacie zazwyczaj przedstawiają własną sytuację jako sytuację teatralną, wykazują świadomość tego, że są częścią świata teatru i tego, że są przedmiotem obserwacji widzów. Proponuje się, aby komedię Arystofanesa traktować jako przykład „teatru nieiluzyjnego”.

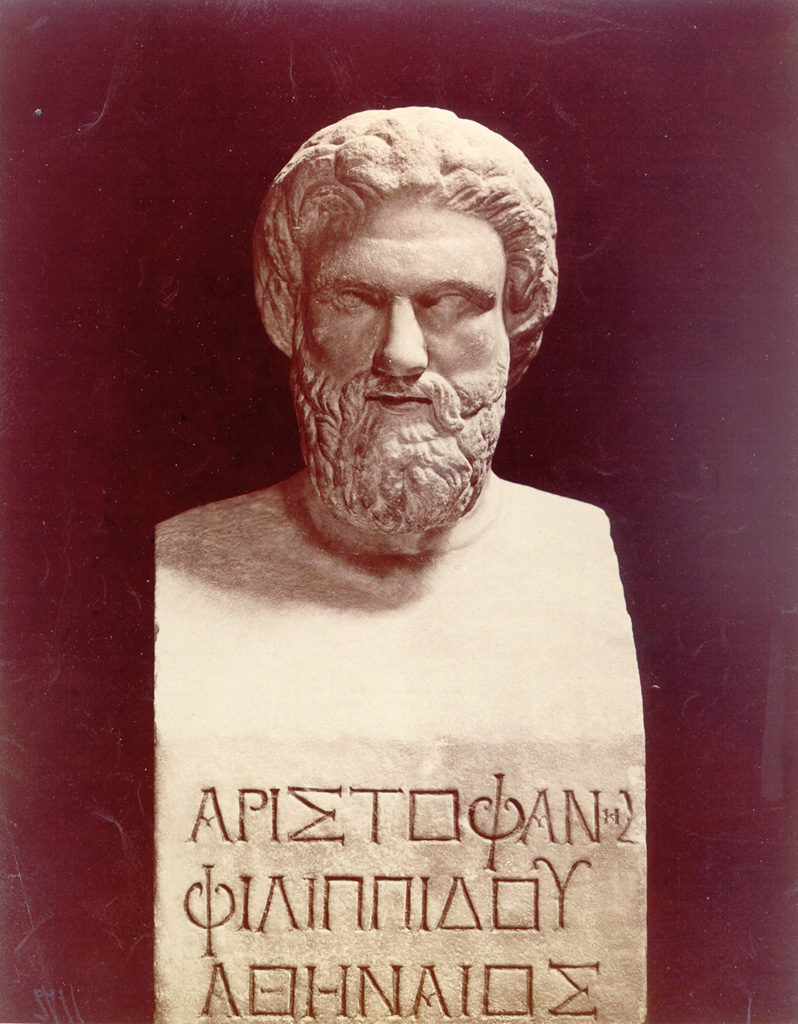
Arystofanes

W utworach Arystofanesa można obserwować konfrontację Aten wyobrażonych i Aten rzeczywistych. Jest to wynik tego, że poeta stale podejmuje aktualne problemy społeczne i polityczne oraz krytykuje osobowości ateńskiego życia publicznego. Postacie z jego komedii mają na celu poszukiwanie i znalezienie rozwiązań problemów obywateli ateńskich. Wyrażają rzeczywiste interesy Ateńczyków. Arystofanes występuje jako doradca mieszkańców Aten, a także promuje taki teatr, który ma na celu wzmocnienie postaw obywatelskich. Jednocześnie posługuje się on typowymi komicznymi elementami współtworzącymi fantazyjną przygodę, która wspiera się na reminiscencjach mitu boskiego lub heroicznego.

### Konstrukcja
Zgodnie z ustaleniami Tadeusza Zielińskiego komedia staroattycka jest zbudowana z następujących części: prolog zachowujący formę monologu albo będący dialogiem, parodos, tj. wejście chóru na scenę, następnie agon, gdzie dochodzi do konfrontacji bohaterów i ich racji, potem parabaza. Po parabazie wprowadza się rodzajowe sceny jambiczne, które zostają uzupełnione o stasimony chóru. Komedię wieńczy eksodos. Komedie Arystofanesa nie trzymają się kurczowo tego wzorca, tym bardziej że wraz z rozwojem twórczości poety jego utwory są coraz bardziej spójne i jednolite. Na przykład w ostatnich zachowanych komediach, tj. w Sejmie kobiet i Plutosie, będącym „ogniwem pośrednim w procesie historycznodramatycznym” nie występuje parabaza. Komedia Arystofanesa opiera się nie tylko na dialogu mówionym, ale ważna rola została przyporządkowana muzyce, śpiewom i tańcom.
Nietypową realizacją wzorca komedii staroattyckiej są Żaby. Arystofanes eksperymentuje tu z nowymi rozwiązaniami kompozycyjnymi i zarazem wykorzystuje skonwencjonalizowane chwyty konstrukcyjne. Wprowadzone zostają dwie parabazy i agon, który zajmuje znaczną część utworu (proagon i dwie części agonu). Przy czym zabiegi na parabazie są już obecne w Rycerzach i Chmurach. W Żabach znajdują się również dwa odmienne i niezależne chóry, które mają różny cel i funkcję, tj. Chór Żab, który występuje w parodosie i jest wyłącznie chórem wstępnym oraz Chór Wtajemniczonych w Misteria, na który składają się dusze, przechodzące drogę inicjacyjną, czyli wtajemniczanie w Misteria eleuzyjskie.
Komedią schyłkową jest Plutos, który może być przykładem komedii średniej oraz stanowić zapowiedź komedii nowej, więc niełatwo go zaliczyć do komedii staroattyckiej. W utworze zmniejszyła się funkcja chóru, a zwiększyła rola niewolnika. Nastąpiła rezygnacja z zaangażowania w sprawy polityczne i odstąpienie od krytyki ważnych polityków. Plutos nie zawiera żartów skatologicznych i obscenicznego humoru. Arystofanes ograniczył także elementy wokalne i muzyczne, co pozwoliło mu zwrócić większą uwagę na sprawy społeczne i obyczajowe.

### Nazwy osobowe
Imiona postaci w komediach Arystofanesa są dowodem jego pomysłowości językowej. Komediopisarz nadawał postaciom takie imiona, które mają wydźwięk metaforyczny i są wstępną charakterystyką tych postaci, np. Dikajopolis z Acharnejczyków jest tłumaczony jako „Prawogrodziec”, Pejsthetajros i Euelpides z Ptaków zostali przetłumaczeni jako „Radodaj” i „Dobromysł”, Trygajos z Pokoju jako „Winobraniec”, a Lizystrata z komedii pod tym samym tytułem jako „Bojomira” lub „Gromiwoja”. Punktem wyjścia dla Arystofanesa były również czasowniki, np. imię bohatera Rycerzy Paflagona wskazuje na jego bełkotliwość.
Innym dowodem pomysłowości językowej poety są oryginalne, komiczne nazwy miejscowości jak „Chmurokukułczyn”, „Jękowice” czy „Biadolice” w Ptakach oraz rzeczowniki jak „myślarnia”, „antysędziowie”, „dupkopięciolatka” czy typowe dla Arystofanesa „ostrygo-śledzio-mureno-rekino-resztko-cierpko-kwaśno-czarciołajno-miodo-polano-kwiczoło-drozdo-turkawko-gołębio-kogucio-pieczono-grzebienio-pliszko-synogarlico-zajęczo-winnogotowano-farbo-kozio-skrzydełko” (Sejm kobiet). Bogactwo nazewnicze sprawia, że twórczość Arystofanesa stanowi ogromne wyzwanie dla tłumacza.

### Rywalizacja a kształt komedii
Komedia staroattycka powstawała ze względu na konkursy dramatyczne, zatem poeci zapewne uwzględniali oczekiwania widowni. Najlepszym przykładem jest reakcja Arystofanesa zamieszczona w zredagowanej wersji Chmur, gdzie komediopisarz narzeka na negatywne przyjęcie jego utworu na Dionizjach w 424/423 r. p.n.e. Na podstawie parabaz można wyrobić sobie pewien obraz tego, co działo się podczas konkursów i jak komediopisarze odnosili się do własnej twórczości. W parabazie Os Arystofanes zachwala swoją innowacyjność i satyryczne umiejętności. Można więc sądzić, że
rywalizacja musiała być brana pod uwagę, gdy komediopisarze tworzyli swe sztuki, ponieważ między innymi w celach rywalizacji one powstawały. Rywal i jego twórczość niejako są „współautorami” komedii staroattyckich.

### Mit w komediach Arystofanesa
Komedia Arystofanesa – tak jak tragedia grecka – wykorzystuje wątki mitologiczne, ale w wypadku komedii mit służy wyśmiewaniu, karykaturze, parodii czy trawestacji. Przy czym komedie rzadko opierają się na jednym konkretnym micie, zwykle motywami parodystyczno-mitologicznymi poeta inkrustuje satyrę polityczną lub literacką. Arystofanes chętnie wprowadza na scenę bogów i półbogów: Dionizosa, Hermesa, Posejdona, Prometeusza czy Heraklesa. W jego twórczości można znaleźć pierwiastki mitów totemicznych, kosmogonicznych i eschatologicznych.
Romuald Turasiewicz wskazuje, że w twórczości Arystofanesa mit spełnia następujące funkcje:
- mit jako dominanta kompozycyjna (np. w Plutosie);
- mit jako komponenta sztuki – inkrustacja (w tym przypadku tematyka utworu nie jest związana z mitem, lecz mit służy jako magazyn pomysłów wykorzystywanych w celach ludycznych, np. mit o Odysie w Osach);
- transformacja i synkretyzacja mitów (np. w Żabach różne wątki mityczne ulegają przepracowaniu i rekompozycji w celu stworzenia nowej ramy fabularnej utworu);
- tworzenie nowych bóstw i nowych mitów (np. w Chmurach, Pokoju, Ptakach)[32].

### Problem utopii
Specjalnością tragików greckich było przedstawianie szaleństwa, natomiast specjalnością komediopisarzy było tworzenie wizji utopijnych. Komedie Arystofanesa są utworami, które opierają się na scenariuszach kreujących utopie, a zarazem ukazują dzieje bohatera, który improwizuje na tematy tragiczne. Dikajopolis z Acharnejczyków, Kiełbaśnik z Rycerzy, Trygajos z Pokoju, Pejsthetairos z Ptaków, Lizystrata z Lizystraty, Praksagora z Sejmu kobiet i Chremylos z Plutosa są zespołem bohaterów, którzy walczą o utopijny świat. Wyobraźnia Arystofanesa daje szansę na powstanie najlepszego z możliwych światów (Plutos) albo stworzenie świata, który staje się dystopią (Ptaki).

## Arystofanejska refleksja o tożsamości płci

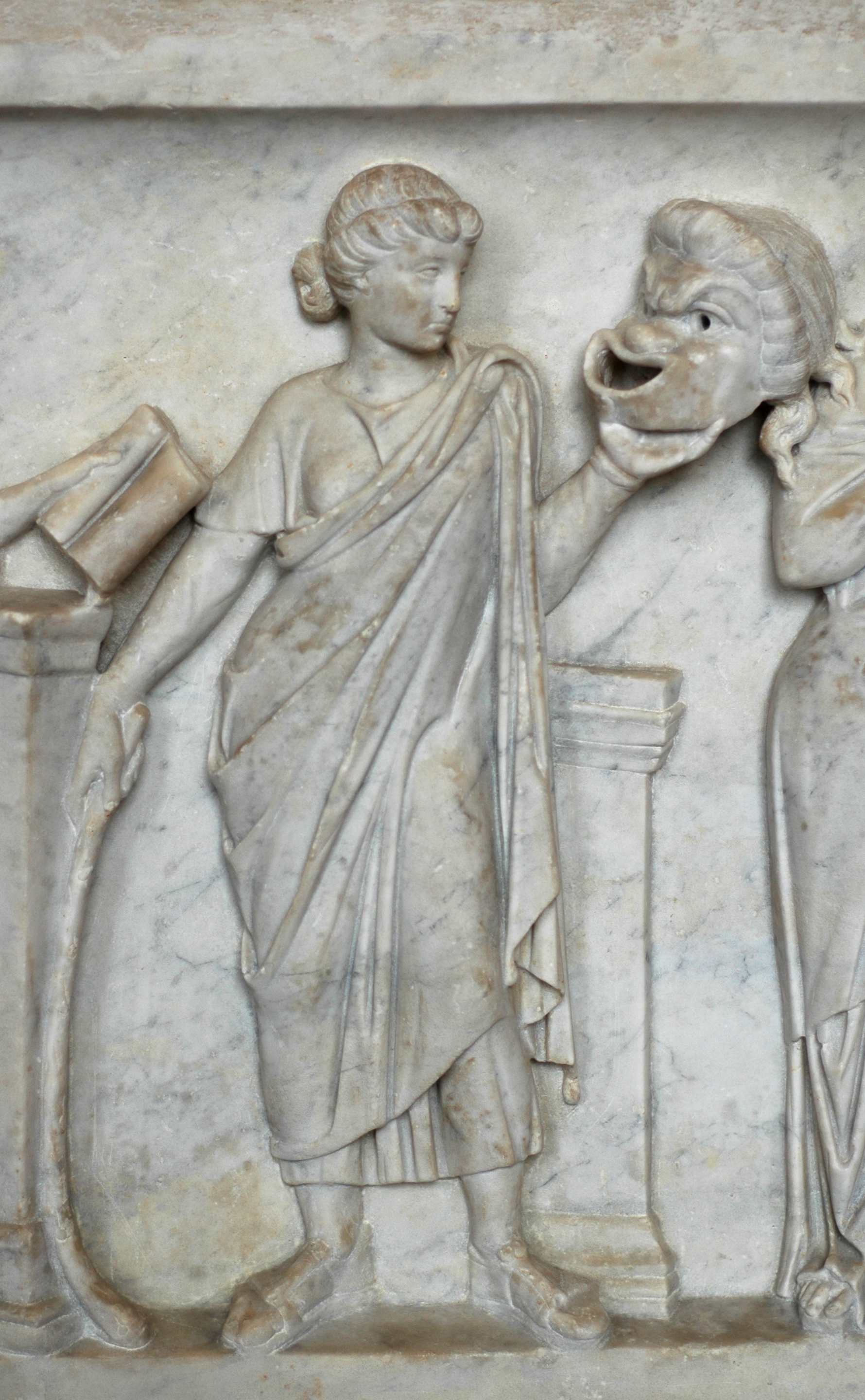
Talia, grecka muza komedii, trzymająca maskę komiczną

Zbiór „sztuk kobiecych” Arystofanesa tworzą następujące komedie: Lizystrata, Thesmoforie i Sejm kobiet. Lizystrata przedstawia obraz świata, w którym stosunki płciowe są priorytetem jednostek, czyli kondycja społeczeństwa jest uzależniona od skutecznej realizacji potrzeb seksualnych. Według Szymona Kostka, komedia ta jest też utworem uznawanym w kulturze Zachodu za jeden z pierwszych tekstów o wydźwięku feministycznym, przy czym feminizm Arystofanesa nie ma charakteru deklaracyjnego. W opinii autora utwór miałby stanowić diagnozę kryzysu kultury patriarchalnej, ponieważ to nie mężczyzna, lecz kobieta okazuje się postacią zdolną zakończyć wojnę i zlikwidować kryzys w państwie. Lizystrata przywołuje także typowe kobiece i męskie role w społeczeństwie ateńskim, a tym samym podejmuje problem stereotypów płci. Wg Szymona Kostka tytułową postać utworu „można interpretować w kategoriach maskulinizmu i/lub androgynii. Heroina została zbudowana z pierwiastków żeńskich i męskich (...) ”.
Natomiast Thesmoforie oscylują wokół zagadnienia transwestytyzmu. Motorem fabuły jest „przebieranie się jednostki w stroje płci przeciwnej”. Komedia pozwala się interpretować w świetle zagadnienia transwestytyzmu, dlatego że odtwarza model społeczeństwa, w którym funkcjonuje silny podział ról społecznych na role kobiece i męskie. W komedii występuje postać Eurypidesa, który w ramach obmyślonej intrygi przebiera swojego krewnego za kobietę, aby uniknąć kłopotów. Poeta przywołuje także tragika Agatona i przedstawia go jako pół-mężczyznę i pół-kobietę, zwracając uwagę na kwestie homoseksualizmu i rekwizyty płci. Z utworu wyłania się koncepcja, że to nie tylko płeć danej osoby determinuje określony strój i rekwizyty, ale także stosowanie określonych kostiumów i rekwizytów pozwala określić to, jaka jest płeć danej osoby. Thesmoforie sugerują tezę, że płeć to kostium.
Punktem wyjścia fabuły Sejmu kobiet jest konieczność zmian w niefunkcjonalnym społeczeństwie patriarchalnym. Plan działania protagonistki opiera się na przekazaniu kobietom władzy w mieście oraz na komunistycznym rozdziale własności prywatnej, co prowadzi do ustanowienia matriarchatu, który okazuje się porządkiem bardziej represyjnym niż ten, jaki został podważony. Sejm kobiet porusza problem stereotypów płci, wskazując na to, jakie zachowania są typowe dla mężczyzn, a jakie dla kobiet: „w komedii męskość i kobiecość jawią się jako pewne projekty. Są wytworami kultury: strojów, gestów, języka. Są zatem wzorcami przeznaczonymi do reprodukowania. Stanowią zespół cech, podlegający interpretacji i procesom identyfikacyjnym”.

## Arystofanes na współczesnych scenach polskich
Ostatnie lata w teatrze polskim zaowocowały kilkoma inscenizacjami komedii Arystofanesa, ale ani same komedie, ani ich nieliczne realizacje nie wzbudziły poważniejszego zainteresowania wśród twórców i odbiorców.
11 maja 2002 r. w Teatrze Narodowym w Warszawie Zbigniew Zamachowski i Wojciech Malajkat przedstawili Żaby, w których wykorzystano cytaty z utworów wieszczów narodowych (Adam Mickiewicz, Stanisław Wyspiański) oraz wprowadzono aluzje do współczesnych zdarzeń. W spektaklu wziął udział Grzegorz Turnau. Krytycy uznali, że w spektaklu filozoficzny i polityczny aspekt komedii został przykryty farsowymi rozwiązaniami: „mądra komedia o Dionizosie, wśród zmarłych poetów szukającego ratunku przed upadkiem zdemoralizowanych, do szczętu skorumpowanych Aten, przerodziła się w serię estradowych wygłupów”.
10 września 2005 r. w Teatrze Śląskim im. Stanisława Wyspiańskiego w Katowicach Michał Ratyński wystawił Lizystratę. W przedstawieniu zrezygnowano z rekonstrukcji teatru greckiego i nie dochowano wierności tekstowi komedii, skupiono się na grze formą i przenikaniu się konwencji teatralnych, co było przejawem postmodernistycznej lektury utworu. Spektakl wyeksponował typowe dla Arystofanesa zagadnienie relacji damsko-męskich oraz problem tożsamości płciowej: „w tej inscenizacji to nie mężczyźni grają zresztą kobiety (jak nakazywał zwyczaj), lecz aktorki, gdy trzeba, wkładają maski i mówią kwestie mężczyzn. Anna Kadulska, Alina Chechelska i Dorota Chaniecka budują swoje postacie w różnych stylach i z różnym natężeniem dystansu, dzięki czemu widz szybko daje się wciągnąć w wielowarstwową grę mitów i rzeczywistości”.
W 2005 r. zrealizowano także inscenizację Ptaków zatytułowaną Po ptakach. Spektakl był uwspółcześnioną interpretacją komedii Arystofanesa. Powstał w Stowarzyszeniu Teatralnym „Chorea” w Lublinie we współpracy z walijskim teatrem Earthfall Dance Company. Za reżyserię odpowiadali Jessica Cohen, Jim Ennis i Tomasz Rodowicz. Twórcy zbudowali dystans do scenicznych zdarzeń, operowali teatralnymi skrótami, zespolili komiczne elementy z epizodami okrucieństwa, aby przedstawić skutki fanatyzmu. Spektakl wzbogacono o starożytne pieśni i minimalistyczną choreografię Earthfall Dance Company. Krytycy zauważyli, że „mieszają się tu różne konwencje. Precyzyjnie skomponowana choreografia – szczególnie grupowa – i klaunada. Tańce jak z dancingu i elementy akrobatyki. Gesty realistyczne i symboliczne. Estetyka kiczu i estetyka dzisiejszej ulicy: płaszcze, garnitury i ptasie piórka na czapce. Zrekonstruowane z dwutysiącletnich papirusów pieśni greckie i ich hiphopowe remiksy. Organy, jazzująca trąbka i wiejskie dudy (kozioł lubuski). Bach. DJ i ludowa pieśń weselna”. Finałowe małżeństwo ukazano zaś jako ceremonię sankcjonującą gwałt: „Oblubieniec zamyka Oblubienicę w klatce z ramion. Dociska do muru”.
Najszerzej komentowaną inscenizacją komedii Arystofanesa ostatnich lat był Sejm kobiet wyreżyserowany przez Mikołaja Grabowskiego w Narodowym Starym Teatrze im. Heleny Modrzejewskiej w Krakowie. Premiera odbyła się 6 stycznia 2007 r. Spektakl otwierał projekt Starego Teatru „re: wizje/antyk”. Zestawiono w nim utwór Arystofanesa z fragmentami książki Ottona Weiningera Płeć i charakter: „mizogynizm tekstu nie jest u Grabowskiego jednoznaczny, bo spektakl zaczyna się od stwierdzenia o obecności pierwiastka męskiego i kobiecego w każdym człowieku, a kwestie wypowiadają aktorki ubrane w garnitury (i aktorzy w spódnicach)”. Wizja demokracji ateńskiej została wprowadzona w czasy współczesne, operowano aluzjami do współczesnej Polski (pojawiło się nazwisko Kuby Wojewódzkiego), próbowano zharmonizować tonacje poważne i komiczne oraz zastosowano konwencje musicalowe. Reżyser podkreślił, że „ta komedia bliska jest teatrowi awangardowemu lat 60. Jak uderzające jest podobieństwo chwytów. Są partie improwizowane, zwroty do publiczności, piosenki, tańce – można zaryzykować stwierdzenie, że Arystofanes pracował w bardzo współczesny sposób”. Natomiast zdaniem krytyków Mikołaj Grabowski dążył do tego, aby wskazać, że „feminizm doprowadza do upadku kulturę, państwo i kobiety” i że „demokracja jest matką totalitaryzmu”.
9 maja 2013 r. miała miejsce premiera spektaklu Między nogami Teatru Niekonsekwentnego w reżyserii Adama Kuzycz-Berezowskiego, Michała Lewandowskiego, Macieja Litkowskiego i Wojciecha Sandacha na Scenie Malarnia Teatru Współczesnego w Szczecinie. Podstawą scenariusza były cztery komedie Arystofanesa, tj. Lizystrata, Thesmoforie, Żaby i Ptaki. Spektakl to „przewrotna gra stereotypami na temat seksu i płci. Nie bez kozery role kobiet i mężczyzn są tu wymienne, a zamiana tych ról odbywa się za pomocą bardzo umownych środków i drobnych szczegółów kostiumu”.

## Arystofanes we współczesnej polskiej refleksji krytycznej
W ostatnich kilkunastu latach można zauważyć zainteresowanie wśród polskich badaczy twórczością Arystofanesa. Istotne miejsce zajmują dwie publikacje, które wprowadzają w szeroki polski obieg czytelniczy spuściznę greckiego poety, tj. dwutomowe wydanie zachowanych komedii w serii „Biblioteka Antyczna” opracowane przez Janinę Ławińską-Tyszkowską oraz publikacja Komedia grecka. Od Epicharma do Menandra przygotowana przez Krystynę Bartol i Jerzego Danielewicza
W 2015 r. ukazała się monografia Arystofanes Olgi Śmiechowicz pozostająca „na granicy analizy filologicznej”. Natomiast w 2018 r. redakcja Teologii Politycznej wydała pracę Leo Straussa Sokrates i Arystofanes w tłumaczeniu na język polski. Książka ta stanowi obszerną analizę utworów Arystofanesa z perspektywy zagadnień filozofii polityki.
Ponadto w kilku artykułach problemowych badacze analizowali środki komiczne w Żabach (Piotr Makowski), rolę chóru i funkcję protagonisty w tej komedii (Sylwester Dworacki i Szymon Kostek), w kontekstach społeczno-kulturowych interpretowali Lizystratę, Thesmoforie i Sejm kobiet (Yvonne Borowski i Szymon Kostek). Badacze zwracali także uwagę na wizerunki sędziów i sądów w komediach Arystofanesa (Szymon Kostek i Waldemar Szefliński), a także przyglądali się postaci Sokratesa, która wyłania się z dzieła poety (Ryszard Legutko). Poza tym Janusz Goćkowski opracował problem Arystofanejskiej krytyki demokracji, zaś Rafał Michalski wykorzystał koncepcje filozoficzne Hegla w analizie Chmur. Olga Śmiechowicz zajmowała się też obecnością twórczości Arystofanesa w polskim obiegu czytelniczym.

## Wykaz dzieł

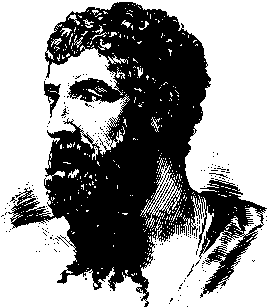
Arystofanes

Z 44 utworów Arystofanesa zachowało się 11:
- Acharnejczycy (425 p.n.e.), także Acharniakowie lub Acharniacy, I miejsce w agonie (konkursie) komicznym na Lenajach
- Rycerze (424 p.n.e.), I miejsce w agonie komicznym na Lenajach
- Chmury (423 p.n.e.), druga wersja, być może nigdy niewystawiona; pierwsza wersja zajęła III (ostatnie) miejsce w agonie komicznym na Dionizjach
- Osy (422 p.n.e.), II miejsce w agonie komicznym na Lenajach
- Pokój (421 p.n.e.), II miejsce w agonie komicznym na Dionizjach
- Ptaki (414 p.n.e.), wystawione na Dionizjach
- Lizystrata (411 p.n.e.), także Gromiwoja lub Bojomira[71]
- Thesmoforie (411 p.n.e.)[71]
- Żaby(inne języki) (405 p.n.e.), wystawione na Lenajach
- Sejm kobiet(inne języki) (392 p.n.e.(inne języki)), także Sejm niewieści, Babie koło
- Plutos(inne języki) (388 p.n.e.(inne języki)), druga wersja

Niezachowane komedie z określonym rokiem powstania:
- Biesiadnicy (427 p.n.e.)
- Babilończycy (426 p.n.e.)
- Rolnicy (424 p.n.e.)
- Statki handlowe (423 p.n.e.)
- Chmury (423 p.n.e.), pierwsza wersja
- Proagon(inne języki) (422 p.n.e.)
- Amfiaraos (414 p.n.e.)
- Plutos(inne języki) (408 p.n.e.), pierwsza wersja
- Gerytades(inne języki) (wystawiona najprawdopodobniej w 407 p.n.e.)
- Kokalos (387 p.n.e.)
- Aiolosikon (386 p.n.e.), druga wersja[72]

Spośród niezachowanych utworów Arystofanesa znane są rozliczne ich fragmenty (liczba dochodzi do 1000).

## Polskie przekłady utworów Arystofanesa
- Bogusław Butrymowicz
  - Żaby, Chmury, Acharnejczycy, Rycerze, Pokój i Ptaki (inne komedie zaginęły w czasie wojny i nie zostały opublikowane)
- Józef Jedlicz
  - Ptaki
- Stefan Srebrny
  - Osy, Pokój, Ptaki, Tesmoforie (1955) oraz Acharniacy, Rycerze, Chmury, Bojomira (tj. Lizystrata; 1962)
- Artur Sandauer
  - Chmury, Ptaki, Żaby
- Zofia Saretok
  - Lizystrata
- Edmund Cięglewicz
  - Żaby, Chmury, Gromiwoja (tj. Lizystrata), a niedrukowane Babie koło (tj. Sejm kobiet) wystawiono w 1920 r. w jednym z teatrów warszawskich
- Janina Ławińska-Tyszkowska
  - Acharnejczycy, Rycerze, Chmury, Osy, Pokój, Ptaki, Lizystrata, Thesmoforie, Żaby, Sejm kobiet, Plutos